# Józef Łowiński

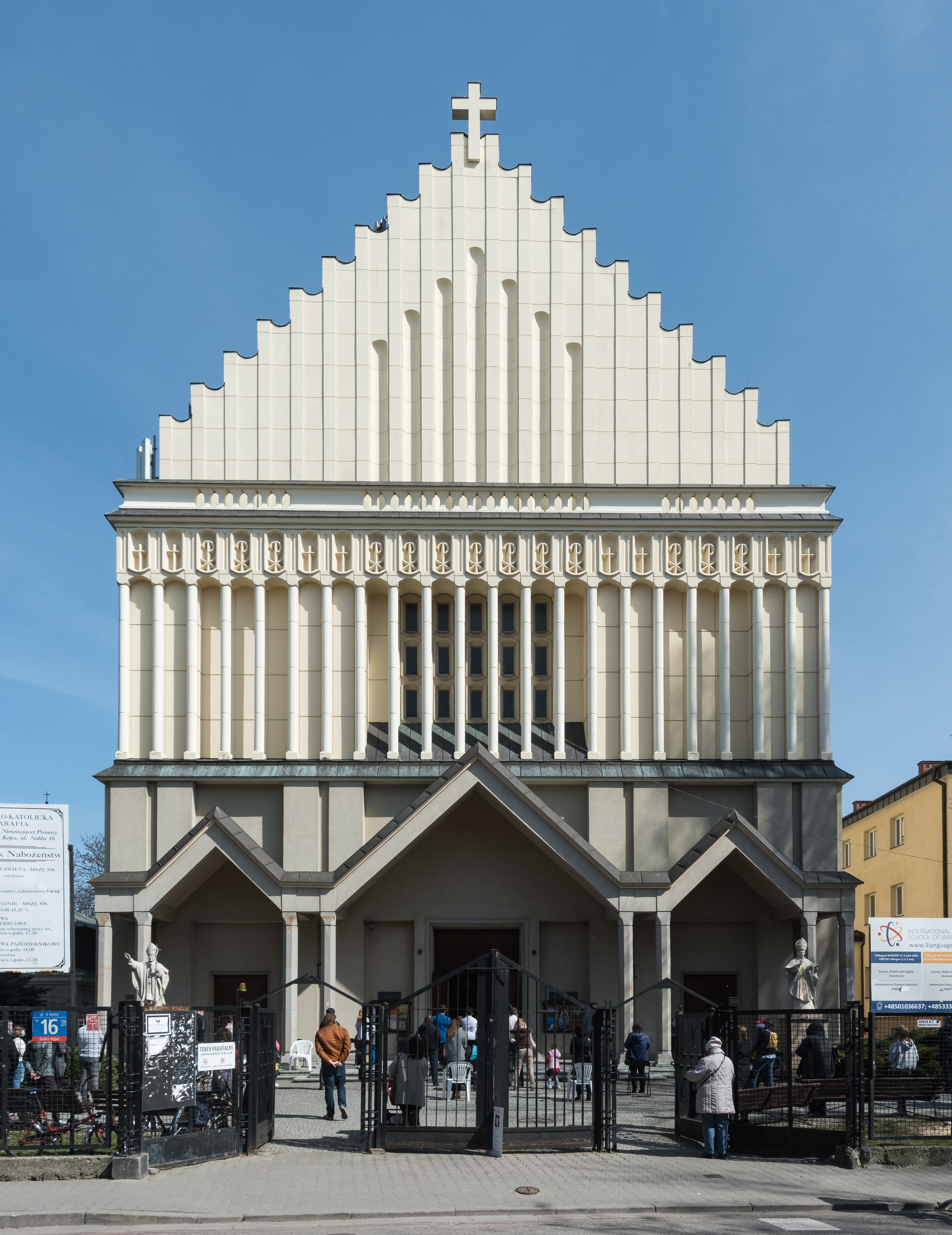
Kościół św. Andrzeja Boboli w Warszawie, fot. 2021

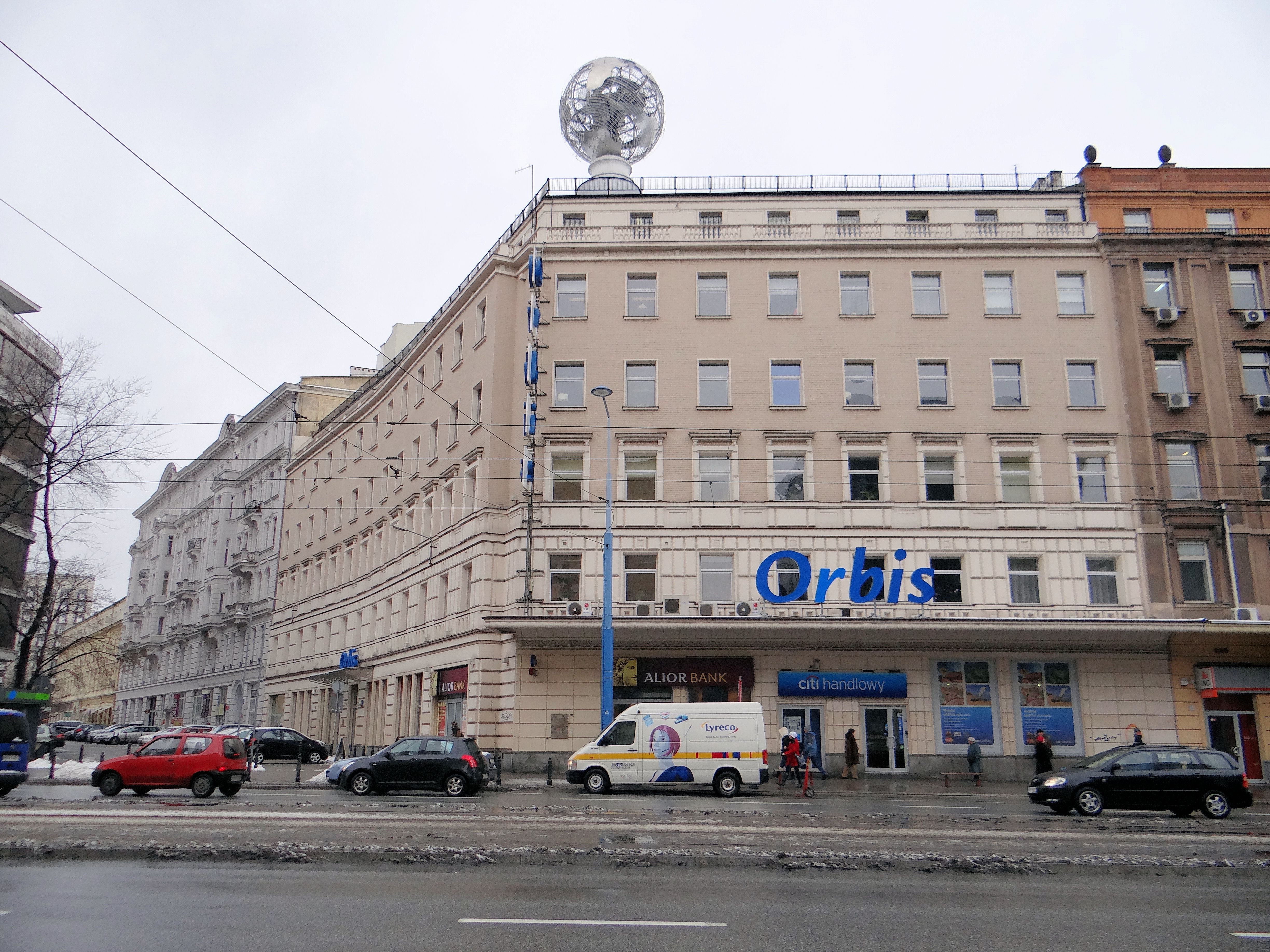
Biurowiec „Orbisu” (dom pod Globusem) w Warszawie, fot. 2013

Józef Stanisław Łowiński, ps. „Byliński”, „Stanisław” (ur. 16 listopada 1902 w Warszawie, zm. 17 maja 1976 tamże) – polski architekt, uczestnik powstania warszawskiego.

## Życiorys
Ukończył studia na Wydziale Architektury Politechniki Warszawskiej. W 1930 uzyskał dyplom inżyniera architekta. Następnie podjął pracę w wyuczonym zawodzie.
W okresie międzywojennym należał do Stowarzyszenia Architektów Rzeczypospolitej Polskiej (SARP). Był członkiem Oddziału Warszawskiego. Zasiadał także w Kolegium Sekretarzy Konkursowych SARP. Po II wojnie światowej był sekretarzem Zarządu Okręgowego organizacji w kadencji 1945–1946.
Od początku okupacji niemieckiej Polski przyłączył się do konspiracyjnego ruchu oporu. Był podporucznikiem rezerwy saperów Wojska Polskiego. Wstąpił do Armii Krajowej. Posługiwał się pseudonimami „Byliński” i „Stanisław”. Miał przydział do I Obwodu „Radwan”. Podczas powstania warszawskiego został skierowany do Wojskowej Służby Ochrony Powstania (WSOP) do plutonu saperów w batalionie „Bełt”. Po kapitulacji powstania opuścił Warszawę z ludnością cywilną.
W 1945 – jeszcze przed końcem wojny – rozpoczął pracę w Biurze Odbudowy Stolicy. Objął w nim kierownictwo pracowni „Saska Kępa”. W późniejszych latach pracował w innych biurach architektoniczno–projektowych. Sporadycznie zajmował się publicystyką branżową. Za swoje osiągnięcia zawodowe otrzymał wiele odznaczeń państwowych i resortowych.

## Życie prywatne
8 listopada 1928 w warszawskim kościele Wszystkich Świętych poślubił Helenę z d. Grigoriew (1904–1993). Miał z nią dwie córki: Małgorzatę i Annę. Obie ukończyły Wydział Architektury Politechniki Warszawskiej. W końcu lat 30. małżonkowie zamieszkali na warszawskiej Saskiej Kępie przy ul. Czeskiej.

## Dokonania
- Kamienica Tarasewiczów w Warszawie przy ul. Grzybowskiej 37 (1936–1937, zburzona w 2019) – współautor: Jerzy Ostrowski[5]
- Kościół św. Andrzeja Boboli w Warszawie na Saskiej Kępie (1939–1946) – autor projektu pierwotnego: Piotr Lubiński, współautor projektu zmodyfikowanego po 1945: Jan Bogusławski[4]
- Kino „Praha” w Warszawie (1947–1949) – współautor: Jan Bogusławski (Nagroda KUA II stopnia, 1956)
- Odbudowa pałacyku Kisiel-Kiślańskiego – siedziby ambasady Norwegii w Warszawie przy ul. Chopina 2A (1947–1950) – współautor Jan Bogusławski
- Odbudowa Pałacu Chodkiewiczów (Dom Rzemiosł) w Warszawie przy ul. Miodowej 14 (1948–1949) – współautor Jan Bogusławski
- Biurowiec „Orbisu” (tzw. dom pod Globusem)[6] (1949–1951) – współautorzy: Lech Tomaszewski, Jan Bogusławski, współpraca: Jan Stanisław Pełka

### Konkursy
- Projekt świątyni p.w. Opatrzności Bożej w Warszawie (1932) – współautor: Leonard Tomaszewski[7]
- Projekt na rozplanowanie terenów Pola Mokotowskiego i folwarku Rakowiec wraz z przyległymi terenami w Warszawie (1934) – współautor: Leonard Tomaszewski (nagroda równorzędna)
- Projekt planu zabudowy bloku w Warszawie zamkniętego ulicami Suchą, Koszykową, Topolową i 6 Sierpnia (1934) – współautorzy: Stanisław Fiszer, Zdzisław Henryk Szulc (zakupiony)
- Projekt „Domu Zdrojowego” w Juracie (1935) – współautor: Stanisław Fiszer (III nagroda)
- Projekt rozplanowania osiedla mieszkaniowego na 10000 mieszkańców na Paluchu, ówcześnie pod Warszawą (1935) – współautorzy: Stefan Moldzyński, Bohdan Nowak (IV nagroda)
- Projekt mostu im. Marszałka Piłsudskiego w Warszawie na przedłużeniu ul. Karowej (1937) – współautorzy: Ernest Knester i Stanisław Fiszer (zakupiony)
- SARP nr 131 – Projekt urbanistyczny i koncepcyjny gmachu centrali Pocztowej Kasy Oszczędności w Warszawie (1946) – współautorzy: Stefan Koziński, Kazimierz Goławski (IV nagroda równorzędna)
- Projekt usytuowania zespołu gmachów Centrali „Społem” i PZUW w Warszawie (1947) – współautor: Jan Bogusławski (II nagroda równorzędna)
- SARP nr 163 – Projekt rozwiązania architektonicznego budynku kinoteatru na Pradze w Warszawie (1948) – współautor: Jan Bogusławski (zakupiony)
- SARP nr 165 – Projekt Powszechnego Domu Towarowego w Warszawie (1948) – współautor: Jan Bogusławski (II nagroda)
- SARP nr 182 – Projekt ukształtowania przestrzennego ośrodka uniwersyteckiego w Łodzi (1949) – współautor: Leonard Tomaszewski (I i II nagroda)
- Projekt Placu Centralnego w Warszawie (1953) – współautorzy: Konstanty Kokozow, Mikołaj Kokozow, Leonard Tomaszewski i Jerzy Wasilewski (wyróżnienie równorzędne)
- Projekt urbanistyczno–architektoniczny fragmentu śródmieścia Gdańska (1953) – współautorzy: Wiesław Nowak, Leonard Tomaszewski i Władysław Strumiłło (wyróżnienie)
- Projekt stadionu międzydzielnicowego na Pradze w Warszawie (1954) – współautorzy: Danuta Bredy-Brzuchowska, Julian Brzuchowski, Jan Mariański i Leonard Tomaszewski (II nagroda równorzędna)
- SARP nr 208 – Projekt Akademii Muzycznej w Warszawie (1955) – współautor: Jerzy Górecki (wyróżnienie II stopnia równorzędne)
- SARP/TUP nr 268 – Projekt koncepcyjny zagospodarowania przestrzennego zespołu osiedli Kraków-Bieńczyce (1959) – współautorzy: Krzysztof Moldzyński i Jerzy Przeradowski – (wyróżnienie II stopnia równorzędne)
- Projekty przepraw mostowych przez Wisłę w Warszawie (1961) – współautorzy: Leonard Tomaszewski, Bogdan Kuś, Wiesław Rososiński, Aleksander Włodarz oraz Wacław Zalewski z zespołem (nagroda równorzędna za przeprawę mostową Łazienkowska oraz wyróżnienie równorzędne za przeprawę mostową Świętokrzyska)
- Projekt koncepcyjny Pomnika Bohaterów Powstań Śląskich w Katowicach (1965) – współautorzy: Henryk Borys, Ryszard Fedorowski, Ewa Olszewska-Borys i Marta Wędrowska (II nagroda)
- SARP nr 381 – Projekt zagospodarowania przestrzennego rejonu Dworca Wschodniego i dzielnicy mieszkaniowej „Szmulowizna” w Warszawie (1966) – współautorzy: Ryszard Fedorowski, Joanna Gucewicz, Zdzisław Jońca, Anna Łowińska-Fedorowska, Małgorzata Łowińska-Kozubowska i Stanisław Bolek (wyróżnienie II stopnia równorzędne)
- Projekt architektoniczny zapory wodnej na Dunajcu w Niedzicy (1966) – współautorzy: Ryszard Fedorowski, Szymon Koszel i Witold Markiewicz (wyróżnienie I stopnia)
- SARP nr 410 – Projekt Ośrodka Uniwersyteckiego w Poznaniu (1968) – współautorzy: Ryszard Fedorowski, Marcin Przyłubski, Anna Łowińska-Fedorowska i Mieczysław Zaroń (III nagroda)
- Projekt zagospodarowania przestrzennego centrum Mińska Mazowieckiego (1970) – współautorzy: Anna Łowińska-Fedorowska, Ryszard Fedorowski i Mieczysław Zaroń (wyróżnienie II stopnia równorzędne)

### Publikacje
- Kawiarnie warszawskie, „Architektura”, nr 10, 1959, wyd. Arkady[8]
- Miejska komunikacja szynowa, wspoółautorzy: Ewaryst Sobolewski, Andrzej Sikorski, wyd. Arkady, 1971

## Odznaczenia
- Krzyż Kawalerski Orderu Odrodzenia Polski (1964)
- Złoty Krzyż Zasługi
- Srebrny Krzyż Zasługi (1950)[9]
- Brązowy Krzyż Zasługi
- Medal 10-lecia Polski Ludowej[10]
- Srebrna odznaka „Odbudowa Warszawy”

## Uwaga
1. ↑  M.J. Minakowski w portalu „Genealogia potomków Sejmu Wielkiego” jako rok urodzin Józefa Stanisława Łowińskiego podaje 1977[1].